# Dark Castle
Pour la maison de production, voir Dark Castle Entertainment.
 (mai 2011).
Si vous disposez d'ouvrages ou d'articles de référence ou si vous connaissez des sites web de qualité traitant du thème abordé ici, merci de compléter l'article en donnant les références utiles à sa vérifiabilité et en les liant à la section « Notes et références ».
Dark Castle est un jeu vidéo de plates-formes développé par Silicon Beach Software, initialement sorti sur Macintosh en 1986.
Le jeu a été porté par Three-Sixty Pacific sur Amiga, Apple IIGS, Atari ST, Commodore 64, DOS puis Mega Drive et CD-I. Il a eu un remake par Delta Tao Software, Color Dark Castle, sorti en 1994 sur Mac OS.

## Système de jeu
Au début du jeu, vous devrez choisir la difficulté ainsi qu'activer ou non la musique et les effets sonores. Après avoir validé, vous verrez Duncan, un paladin, qui se trouve devant les quatre ailes du donjon, ayant toutes un insigne au-dessus.
- Les deux portes à gauche ont un point d'interrogation
- Au milieu un BK (Black Knight)
- Et un bouclier sur l'entrée la plus à droite

Duncan a pour capacités de marcher, sauter, ramasser et lancer des cailloux (sa seule arme au début du jeu). Il parcourt le donjon dans des niveaux en avançant écran par écran.

## Déroulement
Le joueur contrôle Duncan, un paladin, qui doit traverser un château et récupérer des clefs et divers objets afin de pouvoir affronter un chevalier noir, gardien de ce donjon.
Après avoir parcouru les ailes du château, Duncan peut se rendre invincible grâce à un bouclier magique touché par la foudre et lancer des boules de feu, pouvoirs qui lui permettent d'affronter le Chevalier noir.
Dans la version Mac, après l'avoir battu, Duncan recevra une énergie mystique qui le transformera lui-même en Chevalier noir. Dans la version Mega Drive, un simple rectangle vous dira « Congratulations you have defeated the black knight ! », avant de retourner à l'écran titre.

## La série
- 1986 : Dark Castle
- 1987 : Beyond Dark Castle
- 1988 : Color Dark Castle
- 2008 : Return to Dark Castle

## Accueil
| Dark Castle       |      |       |
| Média             | Pays | Notes |
| Joystick          | FR   | 55 %  |
| The Games Machine | RU   | 53 %  |

## Réputation
La version Mega Drive de Dark Castle est souvent citée comme l'un des pires jeux de la console[citation nécessaire], notamment pour les raisons suivantes :
- Jouabilité : les contrôles n'ont pas été modifiés lors du passage de l'Amiga à la Mega Drive, ils sont peu ergonomiques avec une croix directionnelle (en particulier les angles morts très larges) et surtout lourds et imprécis lors des passages où il faut grimper à des cordes.
- Incohérences de scénario : bien qu'étant un paladin, Duncan ne possède ni armure, ni autre arme que des pierres (qui seront remplacées par des boules de feu plus tard dans le jeu, mais l'utilité est la même). Face à lui, le Chevalier noir a pour seule compétence visible de boire des chopes de bière.
- Tout au long du jeu, vous ramasserez des objets tels qu'un bouclier. Pourtant, vous ne l'utiliserez même pas face au boss final.
- Son absence de sauvegarde, obligeant le joueur à commencer et finir la partie en une seule fois.
- Le fait qu'il ne possède qu'une seule et unique musique, celle-ci étant la Toccata et fugue en ré mineur jouée au clavecin. En outre, si on tente de la désactiver dans le menu options, la dernière note jouée se maintient.
- Les ennemis réapparaissent sans prévenir et se déplacent aléatoirement sur l'écran.
- Le héros est capable de trébucher sur une marche, laissant largement le temps aux ennemis de vous tuer. De plus, impossible de franchir ce type de marche si vous ne sautez pas.
- Si vous sautez et atterrissez sur un escalier, Duncan dévalera les marches et mourra en bas, peu importe la taille de l'escalier.

Le jeu a fut l'objet de l'une des premières vidéo du Joueur du Grenier. Le jeu à également fait l'objet d'une vidéo de l'AVGN.